# Pressana
Pressana és un comune (municipi) de la província de Verona, a la regió italiana del Vèneto, situat a uns 70 quilòmetres a l'oest de Venècia i a uns 35 quilòmetres al sud-est de Verona.
A 1 de gener de 2020 la seva població era de 2.516 habitants.
Pressana limita amb els següents municipis: Cologna Veneta, Minerbe, Montagnana, Roveredo di Guà i Veronella.